# Classificação documental
Em arquivística a função classificação documental é definida essencialmente, segundo Faria (2006, p. 34, apud Couture et al,1999, p. 18), como um processo intelectual de identificação e de reagrupamento sistemático de temas semelhantes, segundo suas características comuns, podendo, em seguida, serem diferenciados, desde que a quantidade assim o exija. Essa função consiste em um conjunto de convenções, de métodos e regras de procedimentos logicamente estruturados que permite a classificação dos documentos em grupos ou em categorias, quaisquer que sejam os suportes e a idade desses documentos.

De acordo com Wadson Faria (2006), o esforço de organização do conjunto de documentos (arquivo)de uma instituição ou pessoa física por meio da função arquivística de classificação gera, na maioria dos casos, um instrumento de gestão arquivística denominado plano de classificação documental - PCD. Portanto, o plano de classificação é o instrumento desenvolvido por arquivístas para auxiliar na organização das informações para a recuperação futura e para o armazenamento ordenado; ele traduz o conhecimento dos gestores sobre o estoque informacional arquivístico da instituição.(Faria, 2006, p.35)